# Драшко, Милан
Милан Драшко (род. 6 декабря 1962, Чаплина) — черногорский шахматист, гроссмейстер (1993).
В составах сборных Югославии и Черногории участник 5-и Олимпиад (1994 — за Югославию, 2008—2014 — за Черногорию) и 4-х командных чемпионатов Европы (2007—2013).

## Таблица результатов
| Год  | Город          | Турнир         | + | − | = | Результат | Место |
| ---- | -------------- | -------------- | - | - | - | --------- | ----- |
| 1994 | Москва         | 31-я олимпиада | 0 | 1 | 2 | 1 из 3    |       |
| 2008 | Дрезден        | 38-я олимпиада | 0 | 1 | 7 | 3½ из 8   |       |
| 2010 | Ханты-Мансийск | 39-я олимпиада | 3 | 0 | 6 | 6 из 9    |       |
| 2012 | Стамбул        | 40-я олимпиада | 2 | 3 | 3 | 3½ из 8   |       |
| 2014 | Тромсё         | 41-я олимпиада | 1 | 1 | 7 | 4½ из 9   |       |
|      |                |                |   |   |   | из        |       |

## Изменения рейтинга
| Графики недоступны из-за технических проблем. См. информацию на Фабрикаторе и на mediawiki.org. |